# Самбуэс
Самбуэ́с (фр. Sembouès) — коммуна во Франции, находится в регионе Юг — Пиренеи. Департамент — Жер. Входит в состав кантона Марсьяк. Округ коммуны — Миранд.
Код INSEE коммуны — 32427.

## География

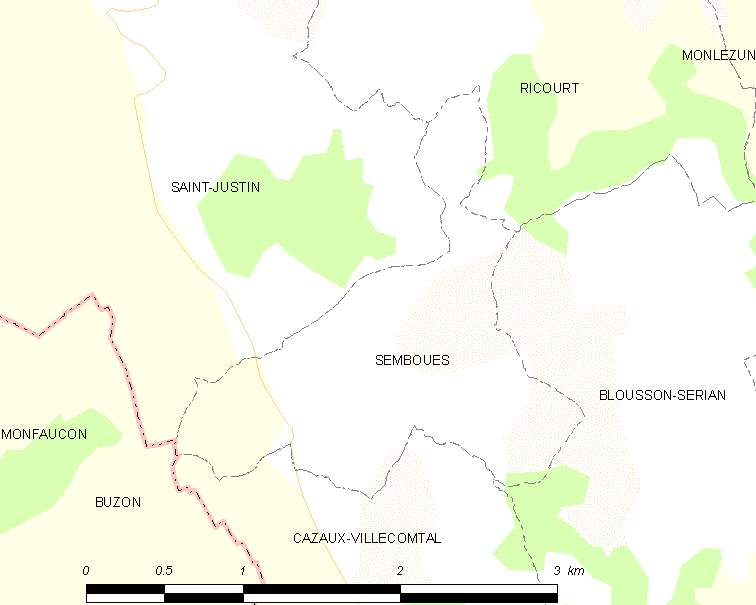
Карта коммуны

Коммуна расположена приблизительно в 630 км к югу от Парижа, в 105 км западнее Тулузы, в 40 км к юго-западу от Оша.
На западе коммуны протекает река Аррос.

## Климат
Климат умеренно-океанический. Лето жаркое и немного дождливое, температура часто превышает 35 °С. Зимой часто бывает отрицательная температура и ночные заморозки. Годовое количество осадков — 700—900 мм.

## Население
Население коммуны на 2010 год составляло 66 человек.
| 1962 | 1968 | 1975 | 1982 | 1990 | 1999 | 2010 |
| ---- | ---- | ---- | ---- | ---- | ---- | ---- |
| 66   | 48   | 67   | 69   | 62   | 56   | 66   |

## Администрация
| Период | Период | Фамилия        | Партия | Примечания |
| ------ | ------ | -------------- | ------ | ---------- |
| 1953   | 1971   | Роже Дастюг    |        |            |
| 1971   | 1995   | Макс Сент-Илен |        |            |
| 1995   | 2020   | Ален Бертен    |        |            |

## Экономика
В 2010 году среди 44 человек трудоспособного возраста (15-64 лет) 33 были экономически активными, 11 — неактивными (показатель активности — 75,0 %, в 1999 году было 84,4 %). Из 33 активных жителей работали 28 человек (22 мужчины и 6 женщин), безработных было 5 (3 мужчин и 2 женщины). Среди 11 неактивных 2 человека были учениками или студентами, 5 — пенсионерами, 4 были неактивными по другим причинам.